# Tripyla tenuis
Tripyla tenuis är en rundmaskart. Tripyla tenuis ingår i släktet Tripyla och familjen Tripylidae. Inga underarter finns listade i Catalogue of Life.